# Angelika Krebs

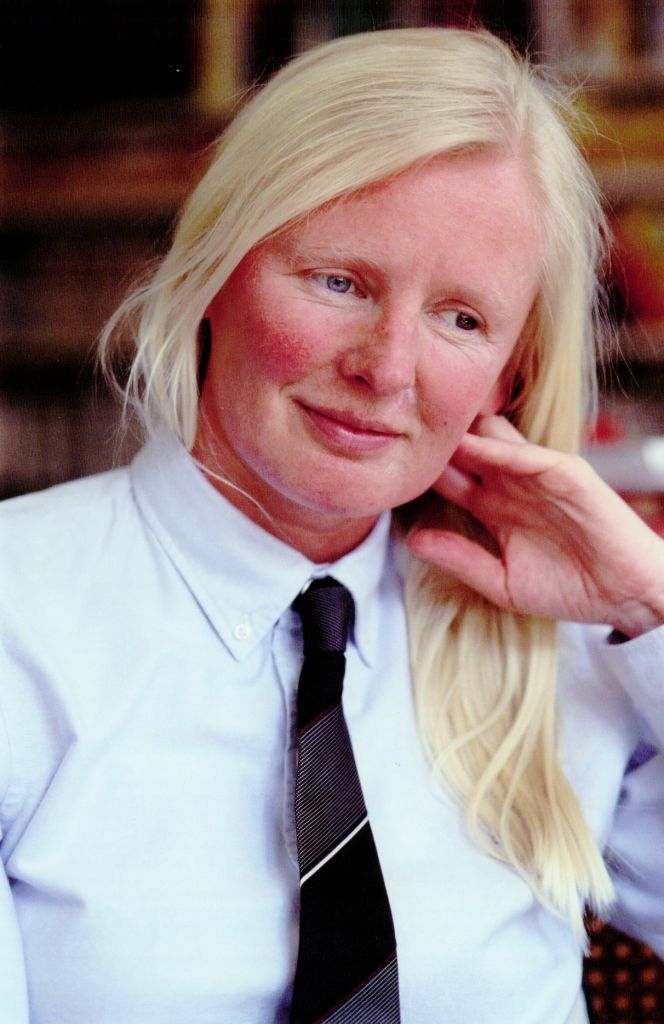
Angelika Krebs (2015)

Angelika Krebs (* 12. August 1961 in Mannheim) ist eine deutsche Philosophin; sie hat den Lehrstuhl für Praktische Philosophie an der Universität Basel inne. Sie befasst sich vorwiegend mit der zeitgenössischen Praktischen Philosophie, insbesondere der angewandten Ethik und der Sozialphilosophie.

## Leben
Angelika Krebs ist die Tochter des Deutschlehrers Joachim Krebs und dessen Frau Hilde. Sie legte 1981 in Mannheim ihr Abitur ab und studierte bis 1983 Philosophie, Deutsche Literatur und Musikwissenschaft an der Universität Freiburg. Nach einem zweijährigen Auslandsstudium am New College, Universität Oxford, mit Einzelunterricht („tutorials“) unter anderem bei Michael Dummett, Peter Strawson und John McDowell setzte sie ab 1985 ihr Studium der Philosophie und Deutschen Literatur als Stipendiatin der Studienstiftung des deutschen Volkes an der Universität Konstanz fort, insbesondere bei Friedrich Kambartel und Jürgen Mittelstrass. 1987 schloss sie ihr Studium mit einer Magisterarbeit über Michael Dummett bei Friedrich Kambartel ab.
Sie begann ihr Promotionsstudium 1988 in Konstanz mit einem Promotionsstipendium der Studienstiftung des deutschen Volkes. Von 1989 bis 1990 war sie für ein Jahr am Philosophischen Institut der Universität Berkeley mit Einzelunterricht bei Bernard Williams, Barry Stroud und Evelyn Fox Keller. Ab 1990 hatte sie eine Stelle als wissenschaftliche Mitarbeiterin bei Friedrich Kambartel zunächst in Konstanz, und ab 1993 bis 2001 in Frankfurt am Main. Im Jahr 1993 promovierte sie summa cum laude mit der Arbeit Ethics of Nature. A Map am Fachbereich Philosophie der Universität Frankfurt bei Friedrich Kambartel, Jürgen Habermas und Bernard Williams. Für diese Arbeit erhielt sie 1994 den Umweltschutzpreis der Universität Frankfurt sowie den Stegmüller-Preis der Gesellschaft für Analytische Philosophie. Neben ihrer Assistenztätigkeit konnte Krebs verschiedene Auslandsaufenthalte wahrnehmen und hatte 1994/1995 Lehraufträge zu Ethik an der Universität Freiburg sowie 1995/1996 einen Lehrauftrag zu politischer Philosophie an der Universität Zürich. Zusätzlich war sie von 1994 bis 1995 Dozentin im Leitungsteam des Weiterbildungskurses Ethik des Hessischen Kultusministeriums. Von 1999 bis 2005 war sie weiterhin Vorstandsmitglied der Deutschen Gesellschaft für Philosophie.
Ihre Habilitation erfolgte mit der Schrift Arbeit und Liebe. Die philosophischen Grundlagen sozialer Gerechtigkeit in Frankfurt mit den Gutachtern Friedrich Kambartel, Axel Honneth, Barbara Merker und Julian Nida-Rümelin. Im Jahr 2001 wurde sie als Nachfolgerin von Annemarie Pieper auf den Lehrstuhl für Praktische Philosophie an der Universität Basel berufen. 2005 bis 2006 konnte sie als Rockefeller Visiting Fellow am Center for Human Values der Universität Princeton tätig sein. Krebs war von 2002 bis 2006 Mitglied im Vorstand der Schweizerischen Philosophischen Gesellschaft. Seit 2010 ist sie Fellow der European Academy of Sciences and Arts. 2013 gründete sie zusammen mit Aaron Ben-Ze'ev (Haifa) und Anthony Hatzimoysis (Athen) die European Philosophical Society for the Study of Emotions. Im Jahr 2014 war sie Rachel Carson Fellow an der LMU München.

## Arbeitsschwerpunkte
Angelika Krebs befasst sich vorwiegend mit der zeitgenössischen Praktischen Philosophie, insbesondere der angewandten Ethik und der Sozialphilosophie. Weitere Themen sind die Politische Ökonomie, Sprachphilosophie und Gender Studies. 
Ihr Forschungsschwerpunkt hat sich dann auf die Philosophie der Gefühle und die Ästhetik verschoben. Ein besonderes Projekt ist die Entwicklung einer dialogischen Philosophie der Liebe im Ausgang von Max Scheler und Martin Buber. Im Jahr 2017 gab sie zusammen mit Aaron Ben-Ze'ev (Universität Haifa) ein vierbändiges Werk heraus, das die wichtigsten Texte zur neueren Emotionstheorie versammelt.

## Schriften
- (Hrsg.): Naturethik. Grundtexte der gegenwärtigen tier- und ökoethischen Diskussion. Suhrkamp. Frankfurt 1997.
- Ethics of Nature. A Map. Mit einem Vorwort von Bernard Williams. De Gruyter. Berlin/New York 1999.
- (Hrsg.): Gleichheit oder Gerechtigkeit. Texte der neuen Egalitarismuskritik. Suhrkamp. Frankfurt 2000. ISBN 3-518-29095-9.
- Arbeit und Liebe. Die philosophischen Grundlagen sozialer Gerechtigkeit. Suhrkamp. Frankfurt 2002. ISBN 3-518-29164-5.
- (Hrsg.): Ethik des gelebten Lebens (zus. mit G. Pfleiderer und K. Seelmann). Pano. Zürich 2011.
- Zwischen Ich und Du. Eine dialogische Philosophie der Liebe. Suhrkamp. Frankfurt 2015. (Einleitung) (PDF; 108 kB)
- Why Landscape Beauty Matters, Land 2014, 3(4), 1251–1269; doi:10.3390/land3041251
- (Hrsg.): Philosophy of Emotion (zus. mit A. Ben-Ze’ev). Vier Bände: I. The Nature of Emotions, II. Emotions and the Good Life, III. Morality, Aesthetics, and the Emotions, IV. Specific Emotions. Routledge. London 2017. ISBN 1-138-90664-6.
- (Hrsg.): The Meaning of Moods (zus. mit A. Ben-Ze’ev). Gastherausgabe eines Heftes der Zeitschrift Philosophia. Springer. Berlin 2017.
- Das Weltbild der Igel. Naturethik einmal anders (zus. mit Stephanie Schuster, Alexander Fischer und Jan Müller). Basel: Schwabe, 2021. ISBN 978-3-7965-4414-9